# Baia di Wood
La baia di Wood è una baia larga circa 50 km e sempre ricoperta dalla banchisa, situata sulla costa di Borchgrevink, nella parte nord-occidentale della Dipendenza di Ross, in Antartide. Sulla superficie della baia, la cui bocca si estende dalla lingua glaciale formata dal ghiacciaio Aviator, a nord, a capo Washington, a sud, sono presenti alcune lingue glaciali, tra cui spicca quella del ghiacciaio Tinker. 
Sulla sua costa sud-occidentale, costituita in pratica dal versante nord-orientale del monte Melbourne, sono presenti delle colonie di pinguini di Adelia, localizzate in particolare nei pressi di punta Edmonton. All'interno della baia, molto vicine alla costa, sono presenti alcune isolette, di cui la più grande è l'isola Kay.

## Storia
La baia di Wood fu scoperta e mappato per la prima volta nel 1841, dall'esploratore britannico James Clark Ross, il quale la battezzò così in onore del tenente James F. L. Wood, membro dell'equipaggio dell'HMS Erebus, una delle due navi con cui Ross portò avanti la sua spedizione.